# Protochelifer brevidigitatus
Protochelifer brevidigitatus är en spindeldjursart som först beskrevs av Tubb 1937.  Protochelifer brevidigitatus ingår i släktet Protochelifer och familjen tvåögonklokrypare. Inga underarter finns listade i Catalogue of Life.